# My Ghetto Report Card
My Ghetto Report Card – dziewiąty studyjny album amerykańskiego rapera E-40, wydany 14 marca, 2006 roku. Album zawiera dwa najbardziej znane single "Tell Me When to Go" i "U and Dat."
Zadebiutował na 3. miejscu Billboard 200 i 1. na Hip-Hop/R&B. Został uznany za złota płyta przez RIAA.

## Lista utworów
1. "Yay Area" – 3:48 (Ishmael Butler, T.J. Jackson, Earl Stevens, Ricardo Thomas, Mary Ann Vieira)
  - Sample z "Rebirth of Slick (Cool Like Dat)" by Digable Planets[12]
2. "Tell Me When to Go" – 3:57 (D. McDaniels, R. Simmons, J.K. Simmons, Jonathan Smith, Stevens, C. Williams)
  - Featuring Keak da Sneak
  - Sample z "Dumb Girl" by Run-D.M.C.
3. "Muscle Cars" – 4:02 (D. Bernstein, Smith, Stevens, Williams)
  - Featuring Keak da Sneak & Turf Talk
4. "Go Hard or Go Home" – 3:53 (A. Caldwell, Jackson, M. Selmon, Stevens, Thomas)
  - Featuring The Federation
5. "Gouda" – 5:03 (Jackson, Brandt Jones, Stevens, Thomas)
  - Featuring B-Legit & Stressmatic
6. "Sick wit It II" – 3:28 (D. Bernstein, Stevens, Earl Stevens Jr.)
  - Featuring Turf Talk
7. "JB Stomp Down" (skit) – 0:53
8. "They Might Be Taping" – 3:55 (Stevens, Thomas)
9. "Do Ya Head Like This" – 4:45 (Stevens, Thomas)
10. "Block Boi" – 3:46 (Jackson, Stevens, M. Whitemon, M. Your)
  - Featuring Miko & Stressmatic
11. "White Gurl" – 4:23 (Chad Butler, G. Cooper, Bernard Cooper, LaRon James, J. Malloy, R. Sheriff, Smith, Stevens, W. Stroman)
  - Featuring UGK & Juelz Santana
12. "Getthefunkon.com, Pt. 1" (skit) – 1:16
13. "U and Dat" – 3:22 (Alphonzo Bailey, Kandi Burruss, Faheem Najm, Smith, Stevens)
  - Featuring T-Pain & Kandi Burruss
14. "I'm da Man" – 4:07 (Bailey, L. Jefferson, Mike Jones, C.P. Love, Smith, Stevens)
  - Featuring Mike Jones & Al Kapone
15. "Yee" – 4:33 (B. Medlock, Todd Shaw, Smith, Stevens)
  - Featuring Too Short & Budda
16. "Getthefunkon.com, Pt. 2" (skit) – 1:05
17. "Just Fuckin'" – 4:15 (B. Kante, Stevens)
  - Featuring Bosko
18. "Gimme Head" – 6:01 (Bailey, Kante, Love, J.C. Phillips, Smith, Stevens)
  - Featuring Al Kapone & Bosko
19. "She Say She Loves Me" – 5:18 (Butler, George Clinton, W.O. Collins, G. Cooper, B. Freeman, L. Jefferson, Love, G. Shider, Smith, Premro Smith, Stevens)
  - Featuring 8 Ball & Bun B
20. "Happy to Be Here" – 3:29 (Kante, Stevens)
  - Featuring D.D. Artis

## Pozycja albumu na listach
| Lista                                 | Pozycja |
| ------------------------------------- | ------- |
| U.S. Billboard 200                    | 3       |
| U.S. Billboard Top R&B/Hip-Hop Albums | 1       |
| U.S. Billboard Top Rap Albums         | 1       |